# Бібліотека «Всесвіт»
Бібліотека «Всесвіт» Печерського району м. Києва.

## Адреса
01023 м.Київ вул. Шота Руставелі, 17 тлф 287-60-50

## Опис
Бібліотечне обслуговування: абонемент, читальний зал. Надаються послуги МБА.
Площа приміщення бібліотеки — 268 м², книжковий фонд — 33,9 тис. примірників. Щорічно обслуговує 4,9 тис. користувачів, кількість відвідувань за рік — 29,0 тис., книговидач — 102,0 тис. примірників.

## Історія
Бібліотека заснована у 1944 році.
23 листопада 2023 року Київська міська рада перейменувала бібліотеку імені Олександра Радіщева на «Всесвіт».